# 伊萬基夫 (斯坦尼希夫卡市鎮)
參數所指定的目標頁面不存在，建議更正成存在頁面或直接建立下列一個頁面（建立前請先搜尋是否有合適的存在頁面可以取代）：
- 伊萬基夫 (消歧義)

50°8′17″N 28°52′26″E / 50.13806°N 28.87389°E
伊萬基夫（羅馬化：Ivankiv）是烏克蘭北部日托米爾州日托米爾區斯坦尼希夫卡市鎮的村莊。該村面積25.77平方公里，海拔高度201米，2001年人口809，人口密度每平方公里31.39人。